# Alberto Pisa
Alberto Pisa  (Ferrare, 19 mars 1864 - Florence, 15 juillet 1936) est un peintre italien de paysages italiens et anglais et de scènes de genre.

## Biographie
Après avoir étudié les œuvres de Gaetano Domenichini (1794 - 1864) à Ferrare, Alberto Pisa part à Florence où il rejoint le mouvement des Macchiaioli qui rompent avec les principes académiques en sortant peindre dans la nature, comme les Impressionnistes français.
En 1901 il est reconnu comme peintre des paysages pittoresques italiens et certaines de ses aquarelles sur Rome et l'Ombrie sont exposées au musée des beaux arts de Rome en octobre 1905.
Il illustre des ouvrages sur Pompéi (1910) et sur la Sicile (1911) pour l'éditeur londonien  A&C Black.
Alberto Pisa continue à peindre des scènes de genre et d'architecture à Florence et dans la Toscane dans les années 1920 et sa dernière exposition date de 1927.
Il meurt à Florence le 15 juillet 1936).

## Œuvres
- Porta San Paolo  (1905),
- Procession dans les catacombes de Callistus (1905),
- Saint Pierre et le château Saint-Ange depuis le Tibre (1905),
- Le Temple de Saturne depuis la basilique Julia du Forum,
- La Colonne de Marcus Aurelius, Piazza Colonna,
- L'Arche au Velabrum,
- Dans les jardins de la villa Borghese,
- Le Cloître de Saint-Paul-hors-les-Murs,
- La statue équestre de Marcus Aurelius au Capitole,
- Lecture
- Le Pont de Westminster,
- Piazza Pitti, Florence,
- A Country Lane with Figures,
- The Power of Music,
- Le Mont Subiaso depuis le monastère Saint-Benoît d'Assise,